# CoRoT-11b
CoRoT-11b là một ngoại hành tinh ngoài Hệ Mặt Trời mới được phát hiện năm 2010, quay quanh sao CoRoT-11 trong chòm sao Cự Xà. Với khối lượng ít nhất là 2.33 lần khối lượng Sao Mộc, chu kì quỹ đạo khá nhanh là mất 2 ~ 3 ngày để hoàn thành chu kì quỹ đạo. Hành tinh này được phát hiện bằng cách sử dụng phương pháp quá cảnh. Khoảng cách gần hơn khoảng cách từ Mặt Trời đến Sao Thủy.